# Atletica (marca)
Atletica es una compañía mexicana dedicada al diseño y comercialización de ropa, calzado y distintos artículos deportivos, así como de prendas institucionales.
La empresa, fundada en julio de 1994, tiene su sede central en Zapopan, Jalisco. Comercializa sus productos a nivel nacional y cuenta con 12 tiendas en la República.
A lo largo de su historia ha patrocinado a distintos equipos de fútbol y Selecciones Olímpicas nacionales e internacionales, iniciándose en octubre de 2015 como patrocinador del equipo mexicano de béisbol Charros de Jalisco y de Yaquis de Ciudad Obregón en diciembre de 2016.

## Historia
Atletica fue fundada en julio de 1994 en San Miguel El Alto, Jalisco por José Martínez Ramírez. Actualmente tiene su sede en Zapopan, Jalisco. 
A través de los años, Atletica ha evolucionado desarrollando líneas de ropa y colecciones para diversas disciplinas, entre las que destacan el fútbol, el running, el baloncesto, el béisbol y el training.
Otra de sus especialidades es el desarrollo de prendas institucionales para distintas áreas, ofreciendo un producto adecuado a las necesidades de cada uno de sus clientes. 
En 1995 patrocinó por primera vez a los equipos nacionales de fútbol Atlas y Tecos. En 2000 se reforzó con la participación como patrocinador de la Selección Nacional Mexicana de fútbol del Comité Olímpico Mexicano, del Comité Olímpico Mexicano en los Juegos Olímpicos de Atenas 2004, Pekín 2008 y Londres 2012. Además, en 2011, participó como patrocinador oficial de los Juegos Panamericanos de Guadalajara.
En 2013 presentó una nueva imagen en sus tiendas.

## Tecnología textil
Tech 4 es el conjunto de tecnologías que la empresa ha desarrollado y aplica en sus prendas. Esta tecnología fue diseñada para cumplir con las necesidades del atleta, ofreciéndole mayor comodidad y garantía de un rendimiento óptimo durante las actividades físicas.
- Vapor-Ice: efectúa una inmediata absorción del sudor, transportándolo al exterior y convirtiéndolo en partículas líquidas que se evaporan de forma instantánea.
- No-Odor: evita el crecimiento de microorganismos causantes del¿ mal olor debido a su tratamiento con nanotecnología de plata.
- Free Motion: libera la tensión física generada por la actividad física debido a la estructura de la prenda enfocada en puntos estratégicos.
- UV Protect: protege a la piel de lesiones y daños causados por la exposición al sol y a los rayos ultravioleta, principales causantes del cáncer de piel.